# Cholornis
Cholornis är ett släkte i familjen papegojnäbbar inom ordningen tättingar.

## Arter i släktet
Släktet omfattar endast två arter som förekommer i Himalaya samt i centrala och södra Kina:
- Tretåig papegojnäbb (C. paradoxa)
- Brun papegojnäbb (C. unicolor)

Tidigare inkluderades alla fåglar med trivialnamnet papegojnäbbar förutom större papegojnäbb i Paradoxornis. DNA-studier visar dock att större papegojnäbb och den amerikanska arten messmyg (Chamaea fasciata) är inbäddade i släktet. Paradoxornis delades därför upp i ett antal mindre släkten, däribland Cholornis. Tongivande International Ornithological Congress (IOC) följde först rekommendationerna, men har därefter istället valt att åter inkludera Cholornis i Paradoxornis, baserat på relativt litet genetiskt avstånd. Även Birdlife International har samma indelning.

## Familjetillhörighet
DNA-studier visar att papegojnäbbarna bildar en grupp tillsammans med den amerikanska arten messmyg, de tidigare cistikolorna i Rhopophilus samt en handfull släkten som tidigare också ansågs vara timalior (Fulvetta, Lioparus, Chrysomma, Moupinia och Myzornis). Denna grupp är i sin tur närmast släkt med sylvior i Sylviidae och har tidigare inkluderats i den familj. Enligt sentida studier skilde sig dock de båda grupperna sig åt för hela cirka 19 miljoner år sedan.